# 布鲁纳泰
布鲁纳泰（義大利語：Brunate），是意大利科莫省的一个市镇。总面积1.96平方公里，人口1769人，人口密度902.6人/平方公里（2009年）。ISTAT代码为013032。